# Gosselinus van Toul

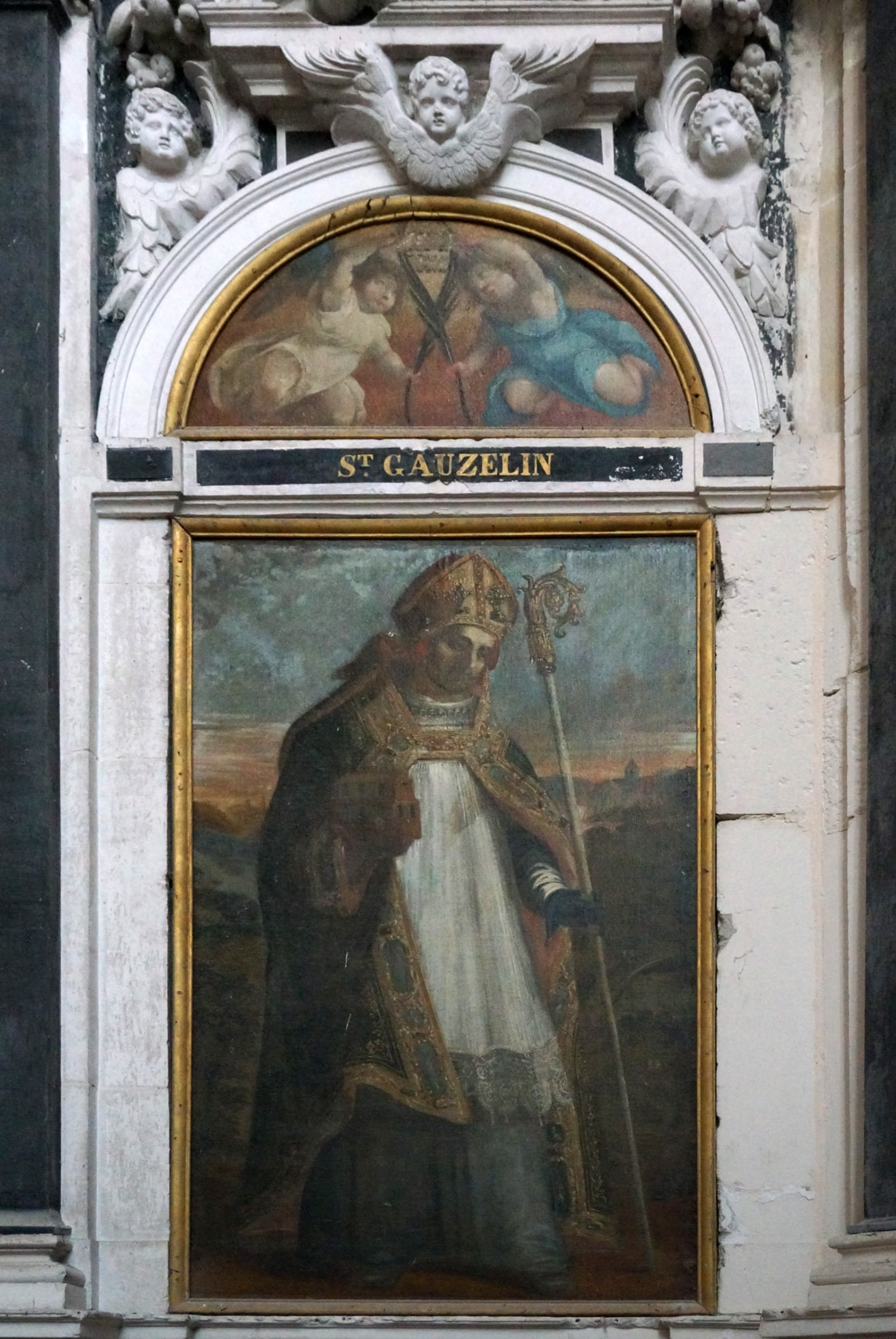
Heilige Gosselinus in de kathedraal van Toul.

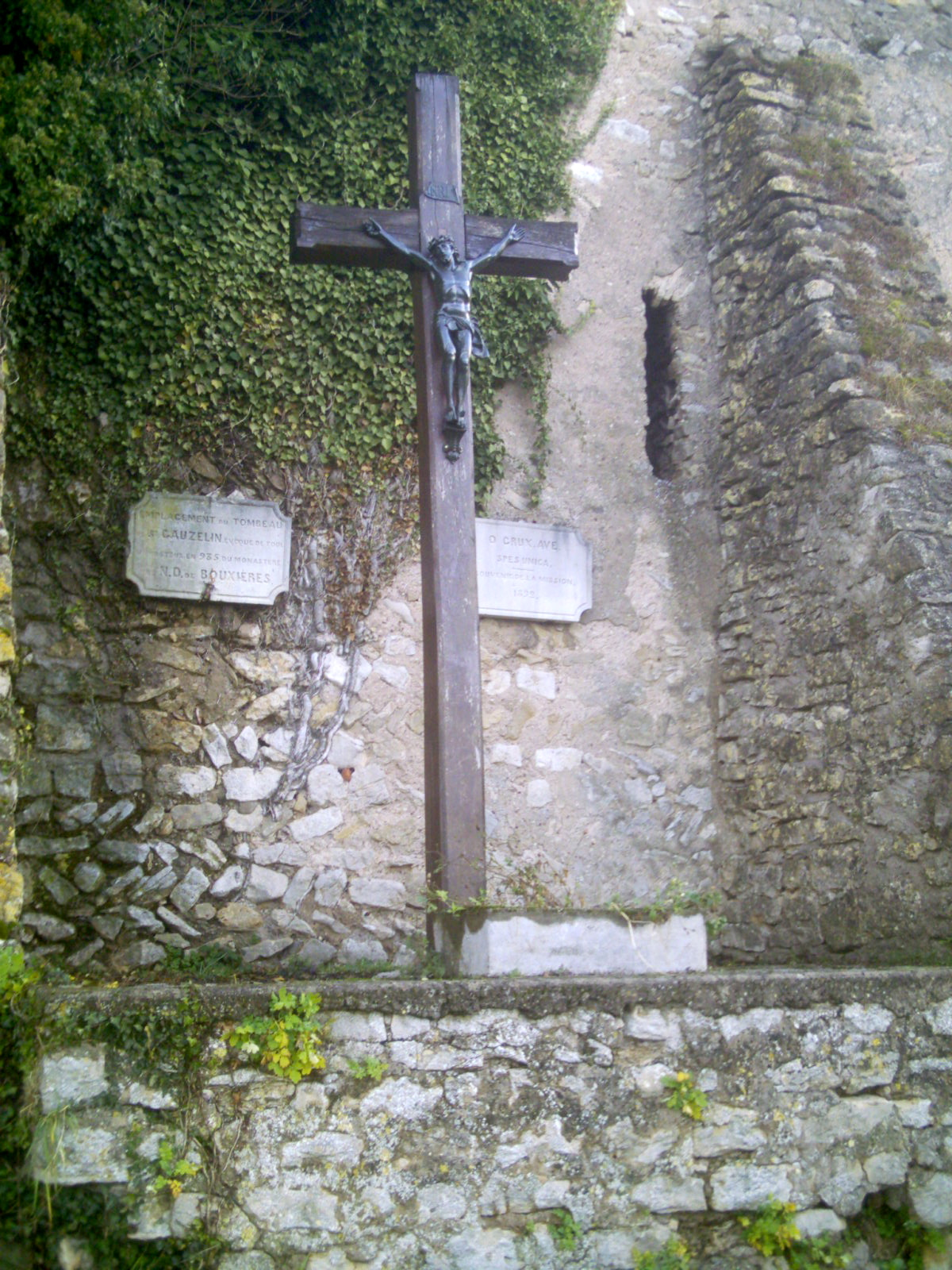
Graf van Gosselinus in Bouxières-aux-Dames; vroeger stond hier een altaar in de abdijkerk.

De heilige Gosselinus of Gauzelinus van Toul (hertogdom Lotharingen, 10e eeuw) was bisschop van Toul (922-962). Hij was de eerste graaf-bisschop (of prins-bisschop) van Toul op bevel van koning Hendrik I van Oost-Francië.

## Levensloop
Gosselinus was een hoveling van Karel de Eenvoudige. De Karolinger Karel was koning van West-Francië en tevens hertog van Lotharingen. Lotharingen werd dus bestuurd vanuit Frankrijk. Met de steun van Karel werd Gosselinus bisschop van Toul, gelegen in het hertogdom Lotharingen. Doch met de gevangenschap van Karel de Eenvoudige, de laatste Karolingische heerser in Lotharingen, wisselden de edelen van Lotharingen van kamp. De edelen, en met hen Gosselinus, kozen voor Oost-Francië en haar heerser Hendrik I de Vogelaar van de nieuwe dynastie van Liudolfingen. 
Koning Hendrik I was opgezet met de loyale steun die hij kreeg van bisschop Gosselinus. Hendrik I besliste dat Gosselinus voortaan grafelijke rechten in Toul kreeg. Dit betekende dat het prinsbisdom Toul een eigen juridische entiteit werd in het hertogdom Lotharingen. Gosselinus organiseerde de rechtbanken en de taksen voor het bisdom. Hij werd een leenman van de Oost-Frankische koning en ontving de wereldlijke regalia voor het graafschap Toul.
Gosselinus stichtte de abdij van Bouxières-aux-Dames voor kanunnikessen. Hij liet een zekere Adson uit de abdij van Luxueil naar Toul komen; Adson moest een volledige herorganisatie doorvoeren van het onderwijs.
Tijdens zijn bestuur van Toul kreeg Gosselinus te maken met een drieste inval van Magyaren. Deze bezetten Toul en de bevolking ging op de vlucht. Achteraf bleven in de stad Gosselinus met 3 kanunniken over. Met hulp van koning Hendrik I was het mogelijk de stad te heropbouwen.
Na 40 jaren bestuur overleed Gosselinus in het jaar 962. 

## Graf
Gosselinus werd begraven in de abdij van Bouxières. In het bisdom Toul werd hij eeuwenlang als heilige vereerd. Met de Franse Revolutie werden de relieken van Gosselinus uit zijn graf gehaald en veilig bewaard. De relieken vonden hun weg naar diverse kerken in Lotharingen alsook naar de kathedraal van Nancy.
- Système universitaire de documentation: 224881809
- Virtual International Authority File: 6832152381794701950003